# 荒尾市立八幡小学校
荒尾市立八幡小学校（あらおしりつ やはたしょうがっこう）は、熊本県荒尾市野原にある小学校。

## 沿革
- 1874年(明治7年) - 野原村に敬事堂、川登村に積善堂、菰屋村に幼明堂が創立
- 年月日不詳 - 敬事堂を野原小学校、積善堂を川登小学校、幼明堂を菰屋小学校と改称
- 1876年(明治9年) - 合併し野原小学校と改称
- 1881年(明治14年) - 現在地移転
- 1889年(明治22年) - 八幡尋常小学校と改称
- 1892年(明治25年) - 玉名西尋常高等小学校設立。
- 1908年(明治41年) - 八幡尋常小学校と玉名西尋常小学校が合併し、八幡尋常高等小学校となる
- 1941年(昭和16年) - 玉名郡八幡国民学校と改称
- 1942年(昭和17年) - 荒尾市立八幡国民学校と改称
- 1947年(昭和22年) - 荒尾市立八幡小学校と改称
- 1949年(昭和24年) - 荒尾市立緑ヶ丘小学校を分離
- 1971年(昭和46年) - 荒尾市立桜山小学校を分離

## 学校周辺
- 野原八幡宮
- 小岱工芸館